# Eurhopalothrix

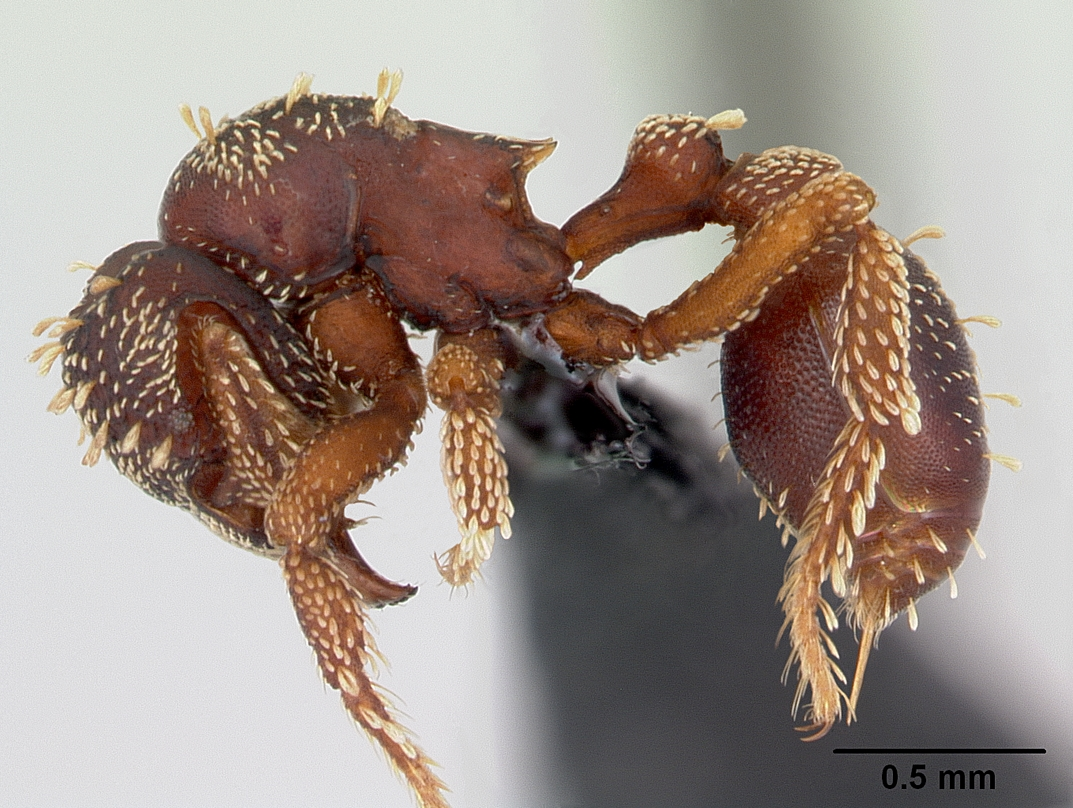
Муравей Eurhopalothrix bolaui

Eurhopalothrix (лат.) — род муравьёв трибы Attini из подсемейства мирмицины (ранее в составе Basicerotini). Юго-Восточная Азия, Австралия, Океания, Центральная и Южная Америка. Более 40 видов.

## Описание
Мелкие земляные муравьи коричневого цвета. Тело покрыто многочисленными волосками разнообразной (булавовидной, чешуевидной) формы. Заднегрудка с проподеальными шипиками. Усики короткие, у самок и рабочих 7-члениковые, булава 2-члениковая (у самцов усики состоят из 13 сегментов). Жвалы рабочих с 9—14 зубцами. Нижнечелюстные щупики 1-члениковые, нижнегубные щупики состоят из 2 сегментов. Голени средних и задних ног без апикальных шпор. Стебелёк между грудкой и брюшком состоит из двух сегментов (петиоль + постпетиоль).

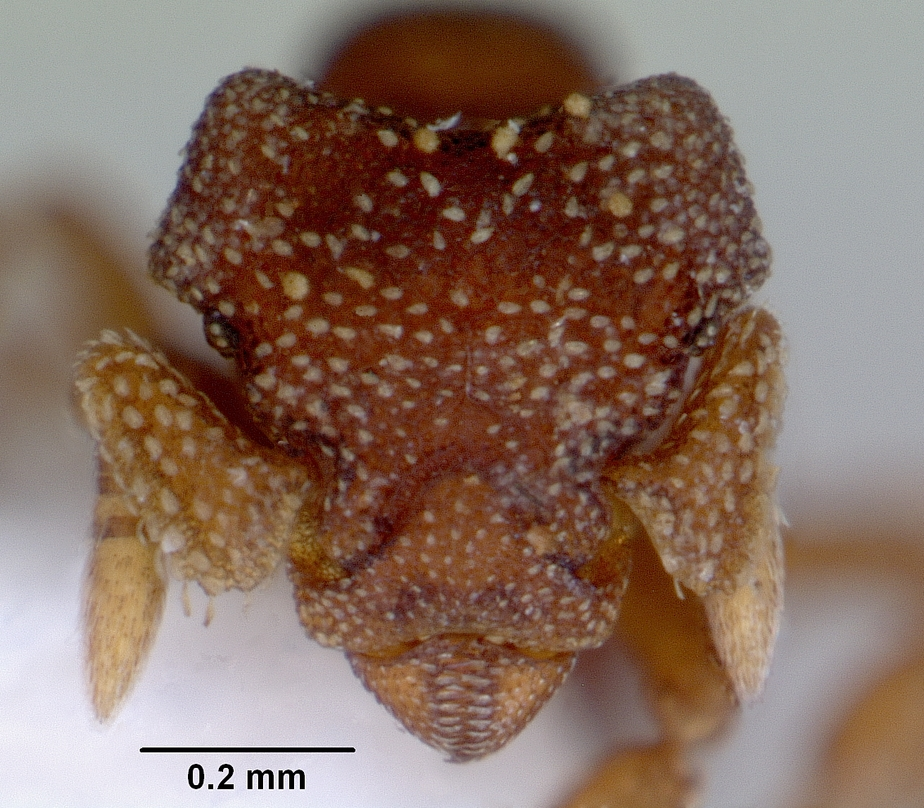
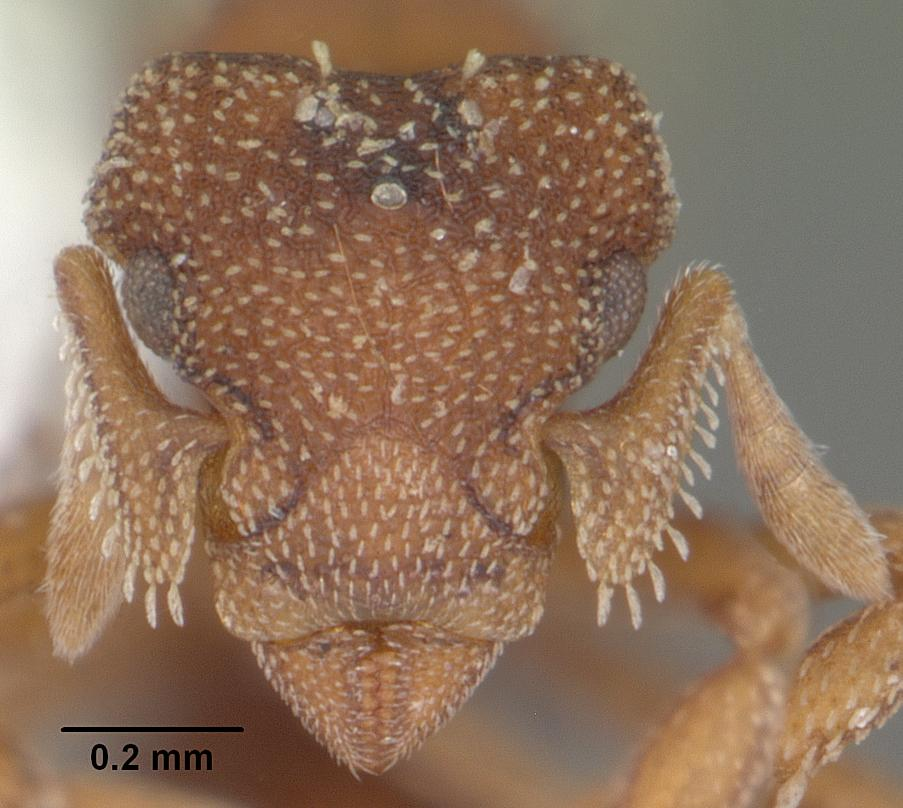
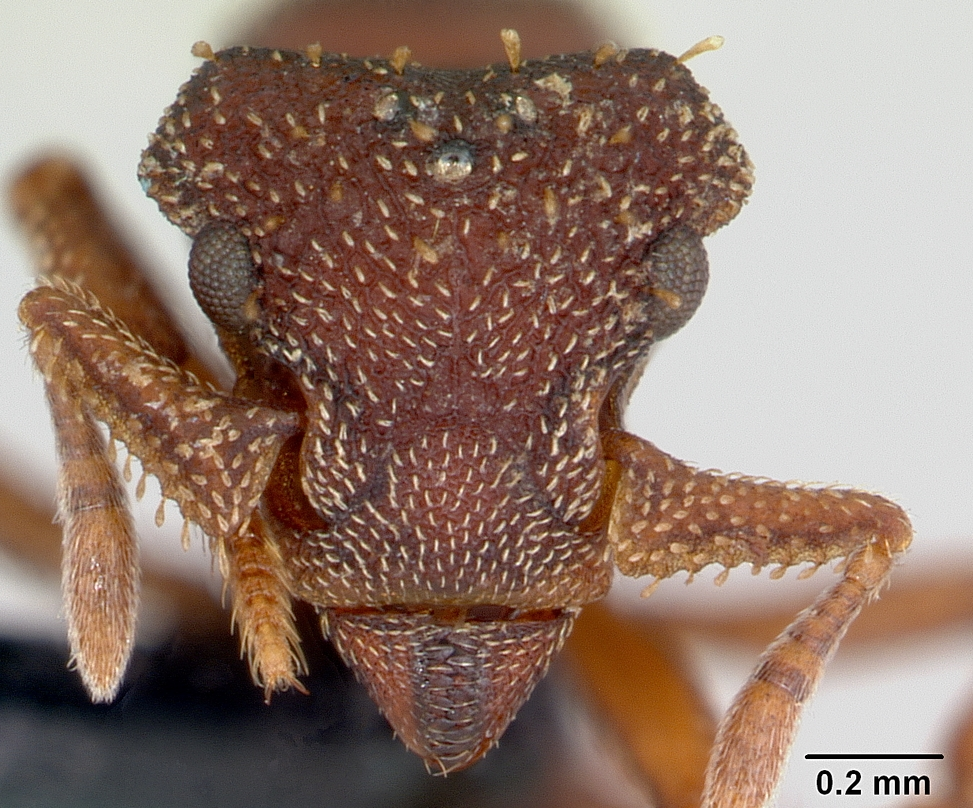
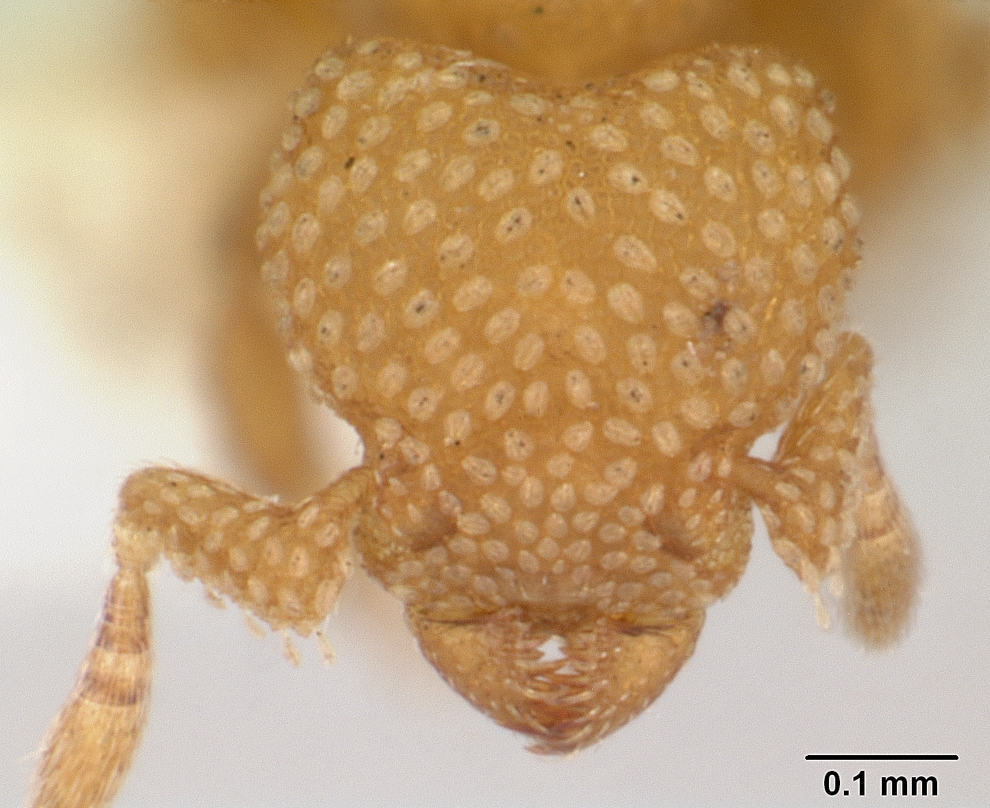

- Eurhopalothrix australis
- Eurhopalothrix floridana
- Eurhopalothrix bolaui
- Eurhopalothrix bruchi

## Систематика
Около 50 видов. Eurhopalothrix принадлежит к кладе из пяти близких родов: Basiceros, Octostruma  Forel 1912, Protalaridris Brown, 1980, Rhopalothrix  Mayr, 1870 и Talaridris  Weber, 1941. До недавнего времени клада трактовалась как триба Basicerotini, впервые выделенная в 1949 году американским мирмекологом Уильямом Брауном (Brown, 1949). Недавнее молекулярно-генетическое исследование мирмициновых муравьёв (Ward et al. 2015) привело к реклассификации всего подсемейства Myrmicinae, и включению родов этой клады (трибы) в состав трибы Attini, принимаемой в расширенном объёме. При этом все роды этой клады (или бывшей трибы Basicerotini) были выделены в неформальную монофилетическую группу родов «Basiceros genus-group». В составе этой группы род Eurhopalothrix рассматривается сестринским в кладе (Basiceros+(Octostruma+(Eurhopalothrix+Talaridris))).

### Список видов
- Eurhopalothrix alopeciosa Brown & Kempf, 1960
- Eurhopalothrix apharogonia Snelling, 1968
- Eurhopalothrix australis Brown & Kempf, 1960
- Eurhopalothrix biroi (Szabó, 1910)
- Eurhopalothrix bolaui (Mayr, 1870)
- Eurhopalothrix brevicornis (Emery, 1897)
- Eurhopalothrix browni Taylor, 1990
- Eurhopalothrix bruchi (Santschi, 1922)
- Eurhopalothrix caledonica Brown & Kempf, 1960
- Eurhopalothrix chapmani Taylor, 1990
- Eurhopalothrix cimu Longino, 2013
- Eurhopalothrix cinnamea Taylor, 1970
- Eurhopalothrix circumcapillum Longino, 2013
- Eurhopalothrix clypeata Brown & Kempf, 1960
- Eurhopalothrix coronata Taylor, 1990
- Eurhopalothrix depressa Ketterl, Verhaagh & Dietz, 2004
- Eurhopalothrix dubia Taylor, 1990
- Eurhopalothrix elke Mezger & Pfeiffer, 2010
- Eurhopalothrix emeryi (Forel, 1912)
- Eurhopalothrix floridana Brown & Kempf, 1960
- Eurhopalothrix gravis (Mann, 1922)
- Eurhopalothrix greensladei Taylor, 1968
- Eurhopalothrix guadeloupensis Longino, 2013
- Eurhopalothrix heliscata Wilson & Brown, 1985
- Eurhopalothrix hoplites Taylor, 1980
- Eurhopalothrix hunhau Longino, 2013
- Eurhopalothrix insidiatrix (Taylor, 1980)
- Eurhopalothrix isabellae (Mann, 1919)
- Eurhopalothrix jennya Taylor, 1990
- Eurhopalothrix lenkoi Kempf, 1967
- Eurhopalothrix mabuya Longino, 2013
- Eurhopalothrix machaquila Longino, 2013
- Eurhopalothrix megalops Longino, 2013
- Eurhopalothrix omnivaga Taylor, 1990
- Eurhopalothrix ortizae Longino, 2013
- Eurhopalothrix oscillum Longino, 2013
- Eurhopalothrix papuana (De Andrade, 2007)
- Eurhopalothrix philippina Brown & Kempf, 1960
- Eurhopalothrix pilulifera Brown & Kempf, 1960
- Eurhopalothrix platisquama Taylor, 1990
- Eurhopalothrix procera (Emery, 1897)
- Eurhopalothrix punctata (Szabó, 1910)
- Eurhopalothrix reichenspergeri (Santschi, 1923)[9][10]
- Eurhopalothrix rothschildi Taylor, 1990
- Eurhopalothrix schmidti (Menozzi, 1936)
- Eurhopalothrix seguensis Taylor, 1990
- Eurhopalothrix semicapillum Longino, 2013
- Eurhopalothrix sepultura Longino, 2013
- Eurhopalothrix speciosa Brown & Kempf, 1960
- Eurhopalothrix spectabilis Kempf, 1962
- Eurhopalothrix szentivanyi Taylor, 1968
- Eurhopalothrix vulcan Longino, 2013
- Eurhopalothrix xibalba Longino, 2013
- Eurhopalothrix zipacna Longino, 2013